# Région HII
 (avril 2018).
Si vous disposez d'ouvrages ou d'articles de référence ou si vous connaissez des sites web de qualité traitant du thème abordé ici, merci de compléter l'article en donnant les références utiles à sa vérifiabilité et en les liant à la section « Notes et références ».

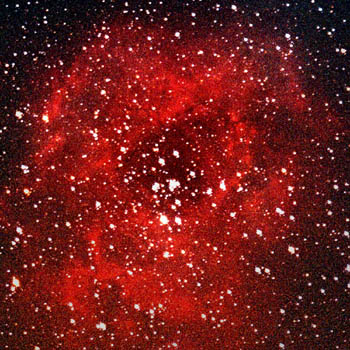
La nébuleuse de la Rosette dans la constellation de la Licorne. Les étoiles jeunes de l'amas au centre de la nébuleuse ionisent le gaz environnant, alors que les vents stellaires émis par ces mêmes étoiles ont commencé à « souffler » le centre du nuage de gaz.

En astronomie, une région d'hydrogène ionisé ou région H II,, (lire « H deux ») est une nébuleuse en émission constituée de nuages principalement composés d'hydrogène et dont la plupart des atomes sont ionisés, et s'étendant parfois sur plusieurs années-lumière. L'ionisation est produite par la proximité d'une ou de plusieurs étoiles très chaudes, de type spectral O ou B, qui rayonnent fortement dans l'ultraviolet extrême, elles-mêmes formées à partir du nuage.
Plus tard, les explosions en supernovæ et les forts vents stellaires provoqués par les étoiles les plus massives de l'amas stellaire finiront par disperser les particules de gaz restant, laissant derrière elles un amas d'étoiles tel que celui des Pléiades.
Les régions HII tirent leur nom de la présence en grande quantité d'hydrogène ionisé, noté « HII ». Il s'agit donc de l'ion H+, c'est-à-dire un simple proton, distinct de l'hydrogène moléculaire (H2) et de l'hydrogène neutre atomique (HI).
Ces nuages de gaz ionisé sont visibles à de très grandes distances et l'étude des régions HII extragalactiques est fondamentale pour déterminer les distances et la composition chimique des autres galaxies.

## Histoire
Quelques-unes des régions HII les plus lumineuses sont visibles à l'œil nu, cependant il semble qu'aucune d'entre elles n'ait été découverte avant l'invention du télescope au début du XVIIe siècle. Même Galilée semble ne pas avoir remarqué la nébuleuse d'Orion alors qu'il observait l'amas stellaire qu'elle contient. C'est l'astronome français Nicolas-Claude Fabri de Peiresc qui découvrit cette nébuleuse en 1610, et depuis un grand nombre de ces régions HII ont été découvertes, à l'intérieur et en dehors de notre galaxie.

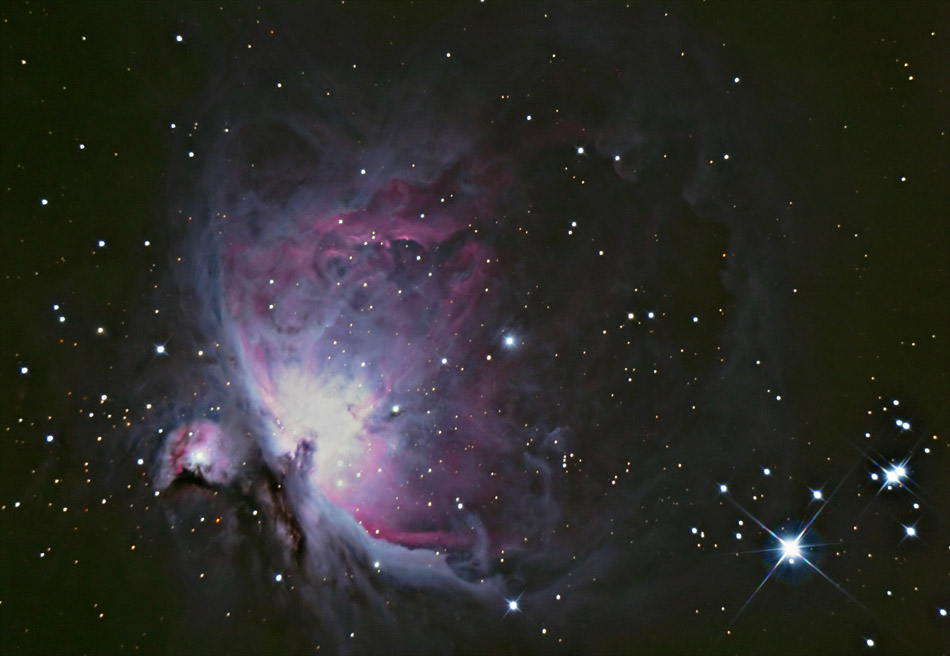
La nébuleuse d'Orion.

William Herschel, observant la nébuleuse d'Orion en 1774, la décrivit comme « une informe brume ardente, matériel chaotique des futurs soleils ». Il fallut cependant attendre encore un siècle pour que cette théorie soit confirmée, lorsque l'astronome britannique William Huggins pointe son spectromètre en direction de plusieurs nébuleuses. Parmi celles qui furent observées, certaines, comme la nébuleuse d'Andromède, possédaient un spectre similaire à celui des étoiles, et on en déduisit qu'il s'agissait en fait de galaxies composées de centaines de millions d'étoiles. Les autres étaient très différentes : à la place d'un spectre continu entrecoupé de raies d'absorption, celui de la nébuleuse d'Orion et d'autres objets similaires n'était composé que de quelques raies d'émission, peu nombreuses.
L'une d'entre elles était située à une longueur d'onde de 500,7 nanomètres, ce qui, à l'époque, ne correspondait à aucun élément chimique connu. Les scientifiques émirent alors l'hypothèse qu'il s'agissait d'un nouvel élément chimique, qui fut nommé nébulium (une idée similaire avait conduit à la découverte de l'hélium en 1868 par analyse du spectre du Soleil).
Cependant, alors que l'hélium fut isolé sur Terre peu après sa découverte dans le spectre du Soleil, ce ne fut pas le cas du nébulium. Au début du XXe siècle, Henry Norris Russell proposa que plutôt que d'être liée à un nouvel élément, la raie d'émission à 500,7 nm pourrait l'être à un élément déjà connu mais placé dans des conditions inhabituelles.
Les physiciens montrèrent dans les années 1920 que dans un gaz de densité extrêmement faible, les électrons excités peuvent occuper des niveaux d'énergie métastables qui seraient très rapidement désexcités par les collisions dans un gaz de densité plus élevée. Or la transition des électrons entre ces niveaux d'énergie dans l'atome d'oxygène mènent précisément à une raie d'émission de 500,7 nm de longueur d'onde. Ces raies spectrales, qui ne peuvent être observées que pour des gaz de densité très faible, sont appelées raies de transition interdites. Les observations spectrométriques des nébuleuses montrèrent donc que celles-ci étaient constituées de gaz extrêmement raréfié.
Au cours du XXe siècle, les observations révélèrent que les régions HII contenaient souvent des étoiles chaudes et très lumineuses. Ces étoiles sont beaucoup plus massives que le Soleil et sont celles qui possèdent la durée de vie la plus courte, estimée à quelques millions d'années seulement (par rapport aux étoiles comme le Soleil qui peuvent vivre plusieurs milliards d'années). On conjectura alors que les régions HII devaient être un des lieux où les étoiles naissent. Ainsi, sur une période de plusieurs millions d'années, un amas d'étoiles se forme à partir du nuage de gaz, avant que la pression de radiation engendrée par les étoiles déjà créées ne disperse ce qui reste de la nébuleuse.
Les Pléiades sont un exemple d'amas qui a totalement « soufflé » le gaz de la région HII à partir de laquelle il s'est formé (seules quelques traces de nébulosité par réflexion sont encore visibles).

## Formation et évolution

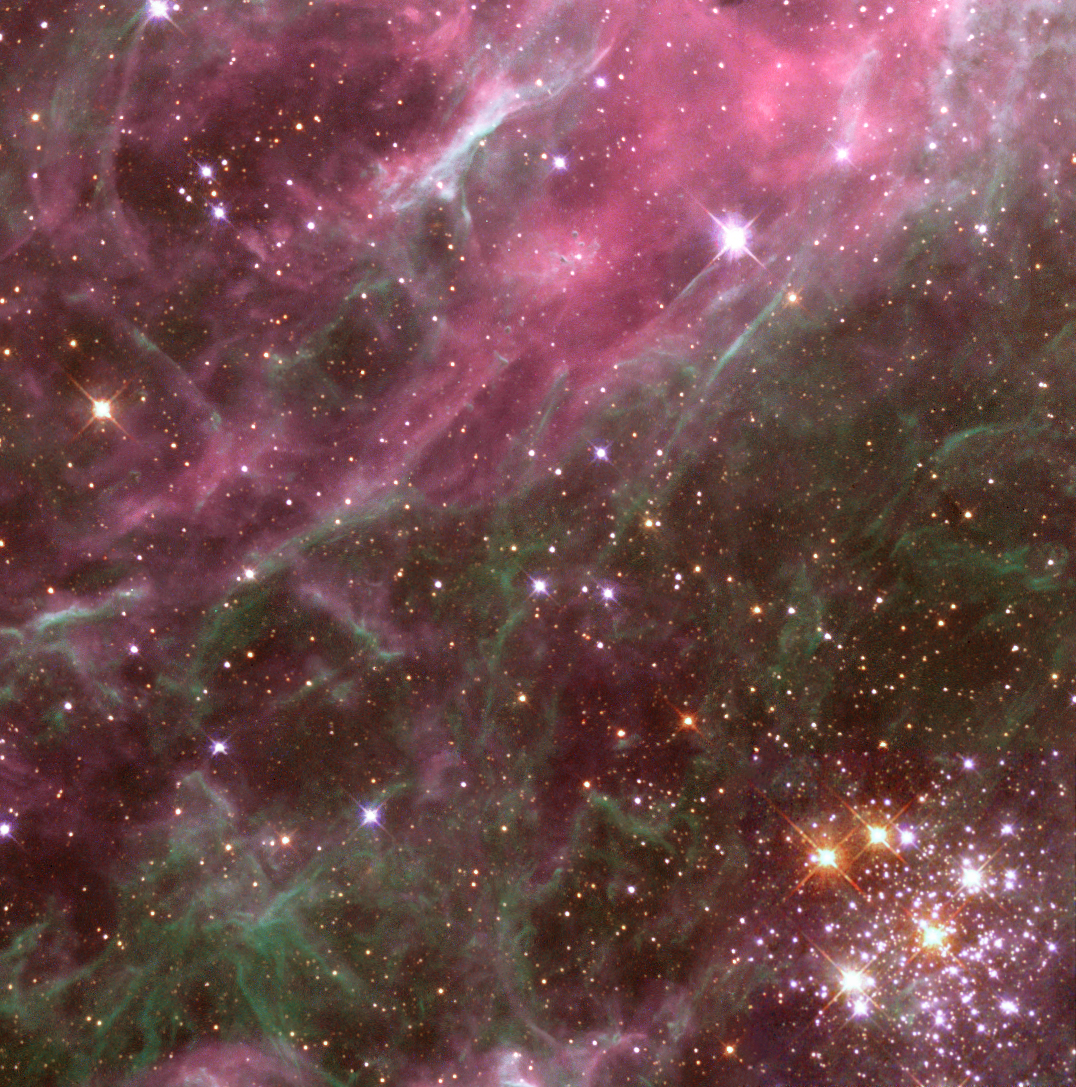
Partie de la nébuleuse de la Tarentule, une région HII géante du Grand Nuage de Magellan.

Le précurseur d'une région HII est un nuage moléculaire géant. Ce nuage géant est très froid (de 10 à 20 K) et dense, principalement constitué d'hydrogène moléculaire. Les nuages moléculaires géants peuvent rester dans un état stable pendant très longtemps, mais les ondes de choc provoquées par les supernovæ voisines, les collisions entre galaxies ou les interactions gravitationnelles et magnétiques peuvent entraîner l'effondrement d'une partie du nuage, ce qui conduit à la formation d'étoiles via un processus d'effondrement et de fragmentation du nuage.
À la suite de la création d'étoiles à l'intérieur du nuage moléculaire géant, les plus massives d'entre elles atteignent rapidement une température très élevée (plusieurs dizaines de milliers de kelvins), et les photons très énergétiques émis par l'étoile commencent à ioniser le gaz environnant – celui-ci étant principalement composé d'hydrogène, on obtient alors un plasma de protons et d'électrons libres. Il se forme alors un front d'ionisation, qui s'étend à très grande vitesse. La pression interne du gaz nouvellement ionisé augmente avec sa température, entraînant de fait une augmentation de son volume. Les déplacements de matière et ondes de choc générées favorisent à leur tour la formation stellaire dans les régions voisines.
La durée de vie d'une région HII est estimée entre 10 et 100 millions d'années suivant ses dimensions, la pression de radiation et le vent stellaire engendrés par les étoiles chaudes achevant d'évacuer le gaz encore présent (voir étoile Wolf-Rayet). En fait, le processus a un rendement assez faible, avec seulement environ 10 pour cent du gaz de la nébuleuse servant à la formation des étoiles avant d'être éjecté au loin. Les explosions en supernovæ contribuent également pour une grande part à cette perte de gaz, celles-ci pouvant se produire après seulement un à deux millions d'années pour les étoiles les plus massives.

## Pouponnières d'étoiles

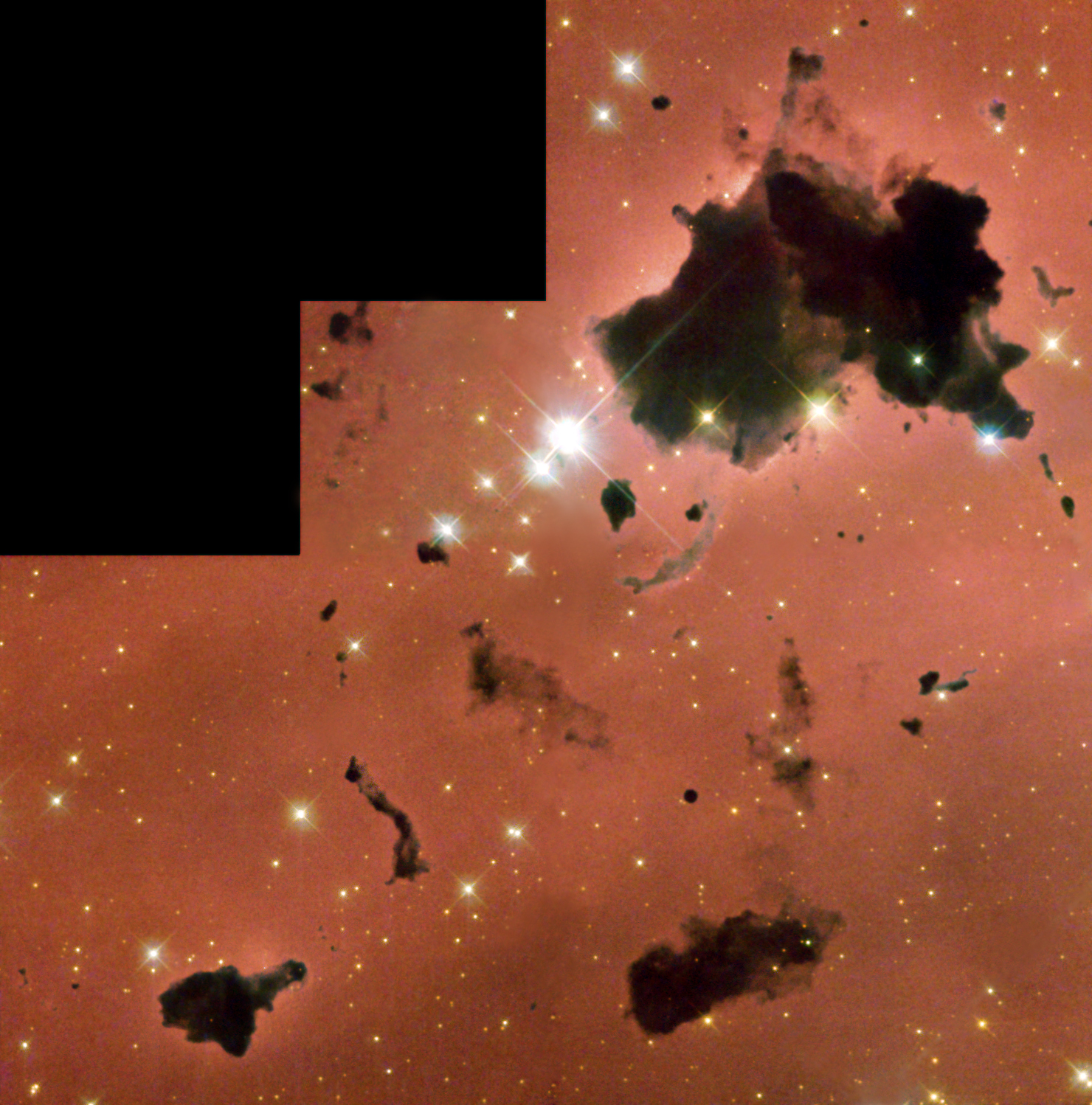
Globules de Bok dans la région HII IC 2944.

Le processus réel de formation des étoiles à l'intérieur des régions HII nous est en fait caché par le dense nuage de gaz  froid et opaque qui entoure l'étoile naissante. C'est seulement lorsque la pression de radiation, provoquée par le rayonnement de l'étoile, aura expulsé son « cocon » qu'elle deviendra visible. Avant cela, les régions de gaz dense qui contiennent les nouvelles étoiles en formation sont souvent vues en silhouette devant les autres parties ionisées de la nébuleuse. Ces zones sombres sont connues sous le nom de globules de Bok, du nom de l'astronome Bart Bok, qui émit l'hypothèse dans les années 1940 que ceux-ci puissent être le lieu de la formation des étoiles.
La confirmation de l'hypothèse de Bok dut attendre les années 1990 pour que l'amélioration des instruments et des observations infrarouge finisse par « percer » cette couche de poussières et montrer les jeunes étoiles en cours de formation. On pense généralement qu'un globule de Bok typique possède une masse d'environ 10 masses solaires, concentrée dans une région d'environ 1 année-lumière, et que les globules de Bok conduisent la plupart du temps à la formation d'étoiles doubles ou multiples.
En plus d'être le lieu de la formation des étoiles, les régions HII semblent également contenir des systèmes planétaires. Le télescope spatial Hubble a révélé la présence de centaines de disques protoplanétaires dans la nébuleuse d'Orion. Au moins la moitié des jeunes étoiles de la nébuleuse d'Orion semblent entourées d'un disque de gaz et de poussières, dont on pense qu'ils contiennent chacun assez de matière pour former des systèmes planétaires semblables au nôtre.

## Caractéristiques

### Caractéristiques physiques
Les propriétés physiques des régions HII varient énormément de l'une à l'autre. Leur taille se situe généralement entre une année-lumière seulement pour les régions ultra-compactes et plusieurs centaines d'années-lumière pour les géantes. La densité des régions ultra-compactes est de l'ordre du million de particules par centimètre cube, et seulement quelques particules au centimètre cube  pour les régions les plus étendues. En 2017, on a découvert un nuage de gaz ionisé gigantesque, de plus de 300 000 années-lumière, soit trois fois le diamètre de la Voie lactée, qui enveloppe dix galaxies,. Il se trouve dans une région particulièrement dense d'un groupe de galaxies appelé COSMOS-Gr30, à 6,5 milliards d'années-lumière de la Terre.
Selon la taille de la région HII, elle peut contenir de une étoile jusqu'à plusieurs milliers, ce qui rend les régions HII beaucoup plus compliquées à comprendre et à analyser que les nébuleuses planétaires, qui elles ne contiennent qu'une seule source centrale d'ionisation. Les régions HII ont cependant en commun d'avoir une température de l'ordre de 10 000 K. Elles sont en grande partie ionisées, et ce gaz ionisé peut engendrer un champ magnétique d'une force de plusieurs dizaines de microgauss. Certaines observations suggèrent que ce gaz peut contenir des champs électriques.
Chimiquement, les régions HII sont constituées à 90 % d'hydrogène. La raie d'émission la plus forte de l'hydrogène, située à 656,3 nm, procure à ces régions leur couleur rouge caractéristique. Le reste est principalement constitué d'hélium, plus quelques traces d'éléments plus lourds. À travers notre galaxie, il a été montré que la proportion d'éléments lourds dans une région HII décroît lorsque l'on s'éloigne du centre galactique. Ceci est probablement dû au fait qu'au cours de la vie de la Galaxie, le taux de formation d'étoiles était plus élevé dans les régions centrales (plus denses), impliquant un enrichissement plus rapide du milieu interstellaire en éléments lourds, par les processus de nucléosynthèse stellaire.

### Nombre et distribution
Les régions HII n'ont été détectées que dans les galaxies spirales comme la nôtre ou les galaxies irrégulières. On n'en a en revanche jamais trouvé dans les galaxies elliptiques. On peut en observer à peu près n'importe où à l'intérieur d'une galaxie irrégulière, tandis qu'elles se situent presque toujours dans les bras spiraux des galaxies spirales. Une galaxie spirale de grande taille peut contenir plusieurs milliers de régions HII.
La raison qui fait qu'aucune région HII n'est observée dans les galaxies elliptiques tient à la façon dont ces galaxies sont créées, par fusion de plusieurs galaxies entre elles. Lorsque deux galaxies entrent en collision, les étoiles individuelles qui les composent n'entrent quasiment jamais en contact (la densité d'étoiles à l'intérieur d'une galaxie est somme toute relativement faible), mais les nuages moléculaires géants et les régions HII sont eux sérieusement agités, notamment à cause des forces gravitationnelles. Dans ces conditions, un très grand nombre d'étoiles se forme, si rapidement que la plus grosse partie du gaz est transformée en étoiles (au lieu des 10 % évoqués au chapitre #Formation et évolution). La galaxie elliptique résultant de cette fusion ne contient plus que très peu de gaz, et les régions HII ne peuvent donc plus se former.
De récentes observations ont montré qu'il existe un petit nombre de régions HII situées en dehors des galaxies proprement dites. On suppose que ces nuages de gaz ont été arrachés par effet de marée aux régions périphériques de galaxies lors de collisions ou même seulement lors de passages rapprochés entre deux galaxies massives.

### Morphologie

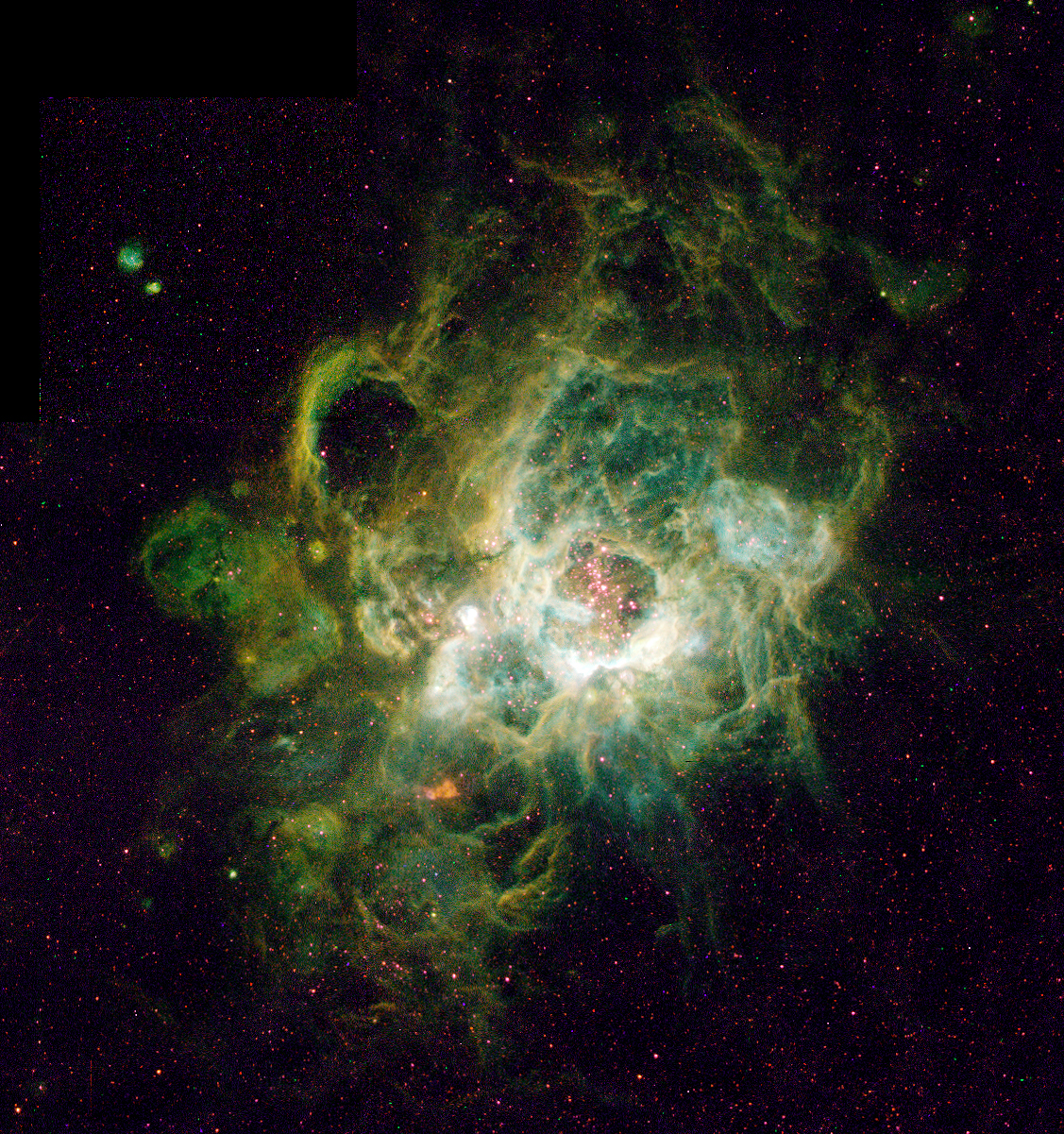
NGC 604, une région HII dans la galaxie du Triangle.

Les régions HII présentent une très grande variété de formes et de tailles. Chaque étoile à l'intérieur d'une région HII ionise une région globalement sphérique de gaz autour d'elle, mais la combinaison de sphères ionisées de multiples étoiles à l'intérieur d'une même région HII, ainsi que l'expansion de la nébuleuse surchauffée à l'intérieur du nuage de gaz environnant (qui contient lui-même de faibles variations de densité), conduit à la formation de formes complexes. Les supernovæ contribuent également à « sculpter » la forme du nuage.
Dans certains cas, la formation d'un grand amas stellaire à l'intérieur de la région HII conduit celle-ci à être « illuminée » de l'intérieur par les nombreuses étoiles qui la composent. C'est le cas par exemple de NGC 604, une région HII géante située dans la galaxie du Triangle.

## Quelques régions HII notables

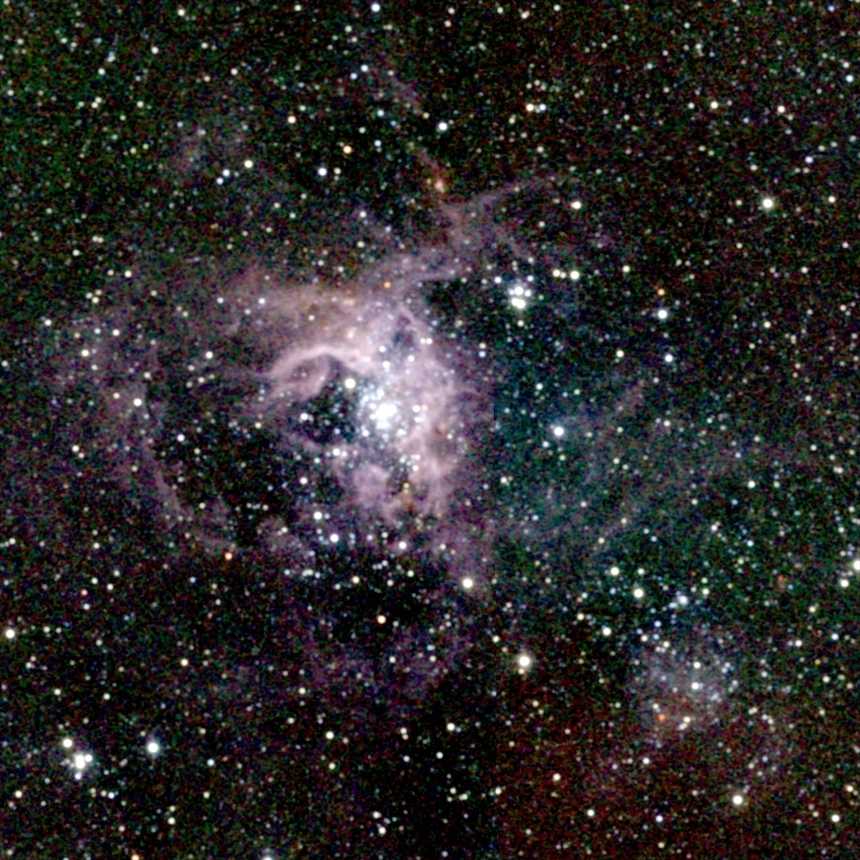
La nébuleuse de la Tarentule.

- La plus connue des régions HII à l'intérieur de notre Galaxie est la nébuleuse d'Orion, située à une distance d'environ 1 500 années-lumière du système solaire. Cette nébuleuse fait partie d'un nuage moléculaire géant, appelé nuage d'Orion qui, s'il était entièrement visible, remplirait la quasi-totalité de la constellation d'Orion. La nébuleuse de la Tête de Cheval et la boucle de Barnard sont deux autres parties illuminées de ce nuage de gaz froid.
- Le Grand Nuage de Magellan, une petite galaxie satellite de la nôtre, contient une très grande région HII appelée nébuleuse de la Tarentule. Cette nébuleuse est beaucoup plus étendue que celle d'Orion, et des milliers d'étoiles y sont créées, certaines ayant plus de 100 masses solaires. Si la nébuleuse de la Tarentule était aussi proche de la Terre que l'est la nébuleuse d'Orion, elle brillerait autant que la pleine Lune dans le ciel nocturne. La supernova SN 1987A s'est produite dans les environs de cette nébuleuse.
- NGC 604 est une région HII encore plus grande que la nébuleuse de la Tarentule, mais elle contient légèrement moins d'étoiles et est située dans la galaxie du Triangle, nettement plus éloignée de nous que les nuages de Magellan (800 kpc contre 50 kpc). De ce fait, elle nous paraît nettement plus petite et faible, mais il s'agit de l'une des régions HII les plus étendues du Groupe local.